# Lithobius cepeus
Lithobius cepeus är en mångfotingart som först beskrevs av Chamberlin 1940.  Lithobius cepeus ingår i släktet Lithobius och familjen stenkrypare. Inga underarter finns listade i Catalogue of Life.